# Analecta Cracoviensia
Analecta Cracoviensia – rocznik naukowy wydawany od 1969 roku przez Uniwersytet Papieski Jana Pawła II w Krakowie (dawniej Papieską Akademię Teologiczną w Krakowie). Publikuje artykuły z zakresu teologii, prawa kanonicznego, filozofii i historii Kościoła.